# Серпуховская (станция метро)
«Серпуховска́я» — станция Серпуховско-Тимирязевской линии Московского метрополитена. Открыта в составе участка «Серпуховская» — «Южная» 8 ноября 1983 года.
Со станции осуществляется переход на станцию «Добрынинская» Кольцевой линии.
Вблизи станции от главных путей отходит соединительная ветвь на Кольцевую, Замоскворецкую и Калужско-Рижскую линии. До продления линии до станции «Боровицкая» ветвь использовалась также и для оборота составов.

## История и происхождение названия
Станция открыта 8 ноября 1983 года в составе первого участка Серпуховской линии «Серпуховская» — «Южная», после ввода в эксплуатацию которого в Московском метрополитене стало 123 станции. В проекте станцию предлагалось назвать «Добрынинской», так же, как и действующую станцию на Кольцевой линии. При открытии получила название по Большой Серпуховской улице. В свою очередь, до 6 июня 1961 года название «Серпуховская» носила станция Кольцевой линии, оно было дано в честь старого названия площади (ныне историческое название площади возвращено).

## Произношение названия
Название станции «Серпуховска́я» (а радиус метро «Серпуховско́й») при объявлении в вагонах метро, с момента введения озвучивания названий станций в вагонах, произносится диктором с ударением на предпоследний слог, а радиуса, соответственно, на последний слог. Между тем, ещё с советских времён в адрес Управления московского метрополитена ежегодно приходило множество писем от москвичей, включая учёных-филологов, высказывающих своё негодование по поводу неестественного ударения в данном слове и настоятельно требовавших от руководства метрополитена принять меры к переозвучиванию объявления в вагонах метро на первую гласную — «Се́рпуховская» (радиуса метро соответственно в «Се́рпуховский»). Инициативными группами проводились сборы подписей под ходатайствами о переозвучивании. К обсуждению вопроса привлекались академические круги и авторитетные учёные, но решение переозвучить объявление данной станции в итоге утверждено не было. Доктор филологических наук В. Л. Воронцова объясняет этот филологический казус так называемым подвижным ударением, то есть ударением, перемещающимся при склонении на другую гласную. Сам же официально принятый вариант произношения, по мнению учёной, имеет право на существование, так как, возможно, происходит от распространённого в быту произношения Серпуховской улицы и Серпуховской заставы.

## Устройство и оформление станции
Станция — трёхсводчатая, пилонная, глубокого заложения (глубина заложения — 43 метра).
Путевые стены станции облицованы белым мрамором, пилоны — мрамором «газган» тёплых тонов с металлическими вставками. Достаточно аскетичное художественное оформление посвящено древним городам Подмосковья, в первую очередь — Серпухову (художник Л. А. Новикова, скульптор Т. Б. Таборовская). Центральный зал первоначально освещался особой оптической системой — прикреплённой под потолком продольной трубой (длиной 60 метров, диаметром 0,625 метра) со щелевыми световодами внутри (авторы — сотрудники Всесоюзного светотехнического института Ю. Б. Айзенберг и В. М. Пятигорский). Световоды из толстой полиэтилентерефталатной плёнки имели по пять «оптических щелей», обеспечивающих равномерное освещение свода, колонн и пола центрального зала. Средняя освещённость составляла 150 люкс, удельная установленная мощность — 18 Вт/м². Труба световода держалась на 12 металлических кубах (восемь — декоративные, а в четырёх размещены металлогалогенные лампы и вводные устройства для их замены, свет этих ламп и попадал в световод). Изготавливались подобные конструкции тернопольским П/О «Ватра» и назывались КОУ (комплектное осветительное устройство). Таким образом, одна эта система освещала весь зал, в то время как для освещения двух боковых залов в 1988 году требовалось по 350 люминесцентных ламп. Другим крупным помещением, в котором были установлены КОУ, являлся универмаг «Вешняки» в Москве.
Однако, когда специально сконструированные уникальные лампы в световоде вышли из строя, изготовить новые по какой-то причине не удалось. В итоге станцию стали освещать обычными люминесцентными лампами, укреплёнными на пилонах, а уникальный световод ещё несколько лет висел под потолком, собирая пыль и отбрасывая грязные тени на свод центрального зала.

## Вестибюли и пересадки
Выход в город осуществляется через небольшой подземный вестибюль в подземный переход под Большой Серпуховской улицей. Также вестибюль обеспечивает доступ к улицам Люсиновской и Щипок, к Стремянному и Строченовскому переулкам. В непосредственной близости от выхода со станции расположены Институт хирургии имени А. В. Вишневского, Российский экономический университет имени Г. В. Плеханова и храм Вознесения Господня за Серпуховскими воротами.
В северном торце зала расположен четырёхэскалаторный переход на станцию «Добрынинская» Кольцевой линии.

## Наземный общественный транспорт
На этой станции можно пересесть на следующие маршруты городского пассажирского транспорта:
- Автобусы: м9, м86, м90, е85, 538, с932, Б, н8, н16

## Станция в цифрах
- Пассажиропоток по станции за сутки (1999 год) — 27 670 человек.
- Пассажиропоток по вестибюлям за сутки (2002 год):
  - По входу — 28 000 человек;
  - По выходу — 26 900 человек.
- Таблица времени прохождения первого поезда через станцию[4]:

| По чётным числам             | Будние дни | Выходные дни |
| По нечётным числам           | Будние дни | Выходные дни |
| В сторону станции «Полянка»  | 05:47      | 05:47        |
| В сторону станции «Полянка»  | 05:47      | 05:47        |
| В сторону станции «Тульская» | 05:53      | 05:56        |
| В сторону станции «Тульская» | 05:53      | 05:56        |

## Галерея

Оптическая система. 1986 год
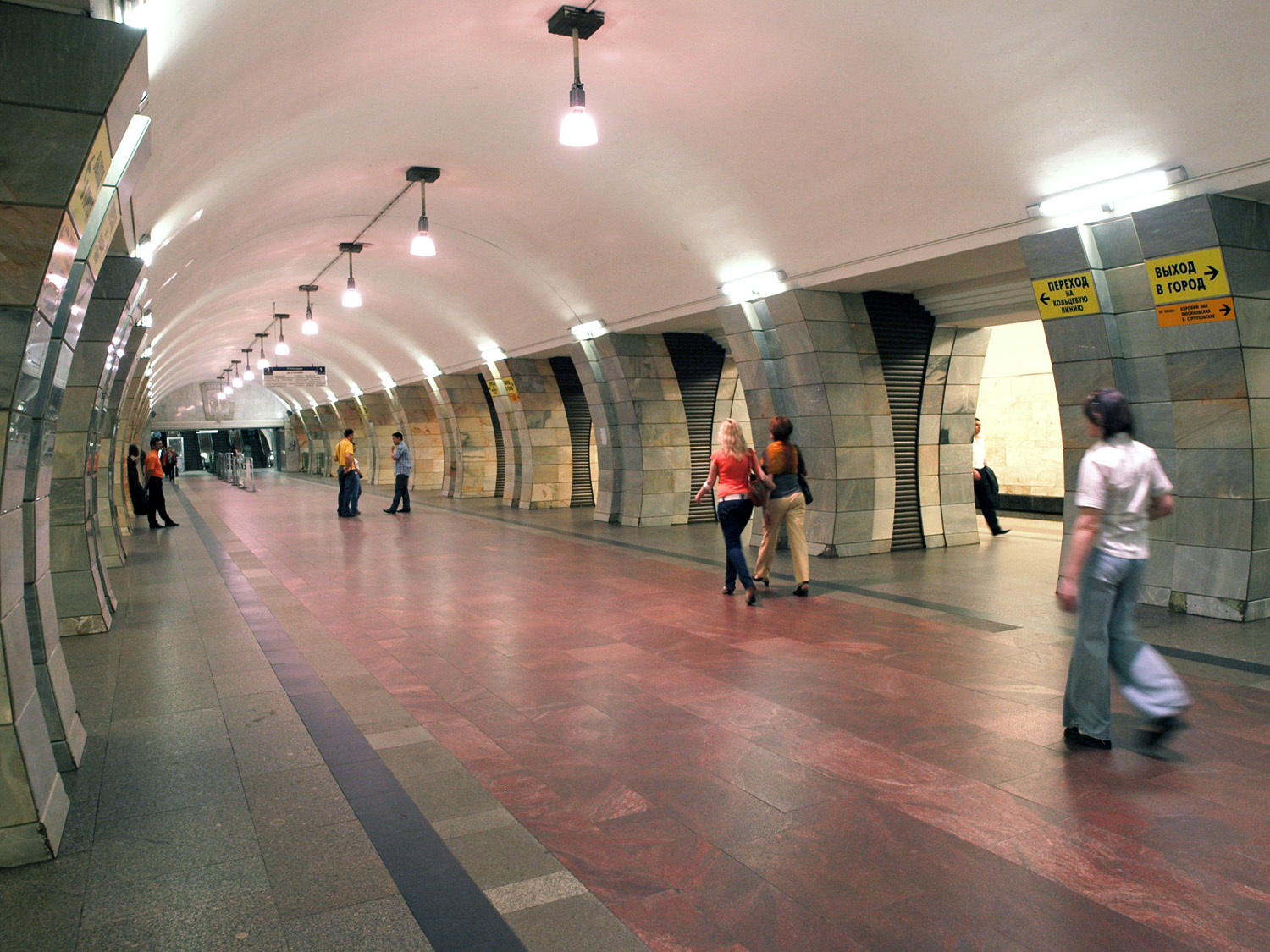
Зал станции, 2008 год
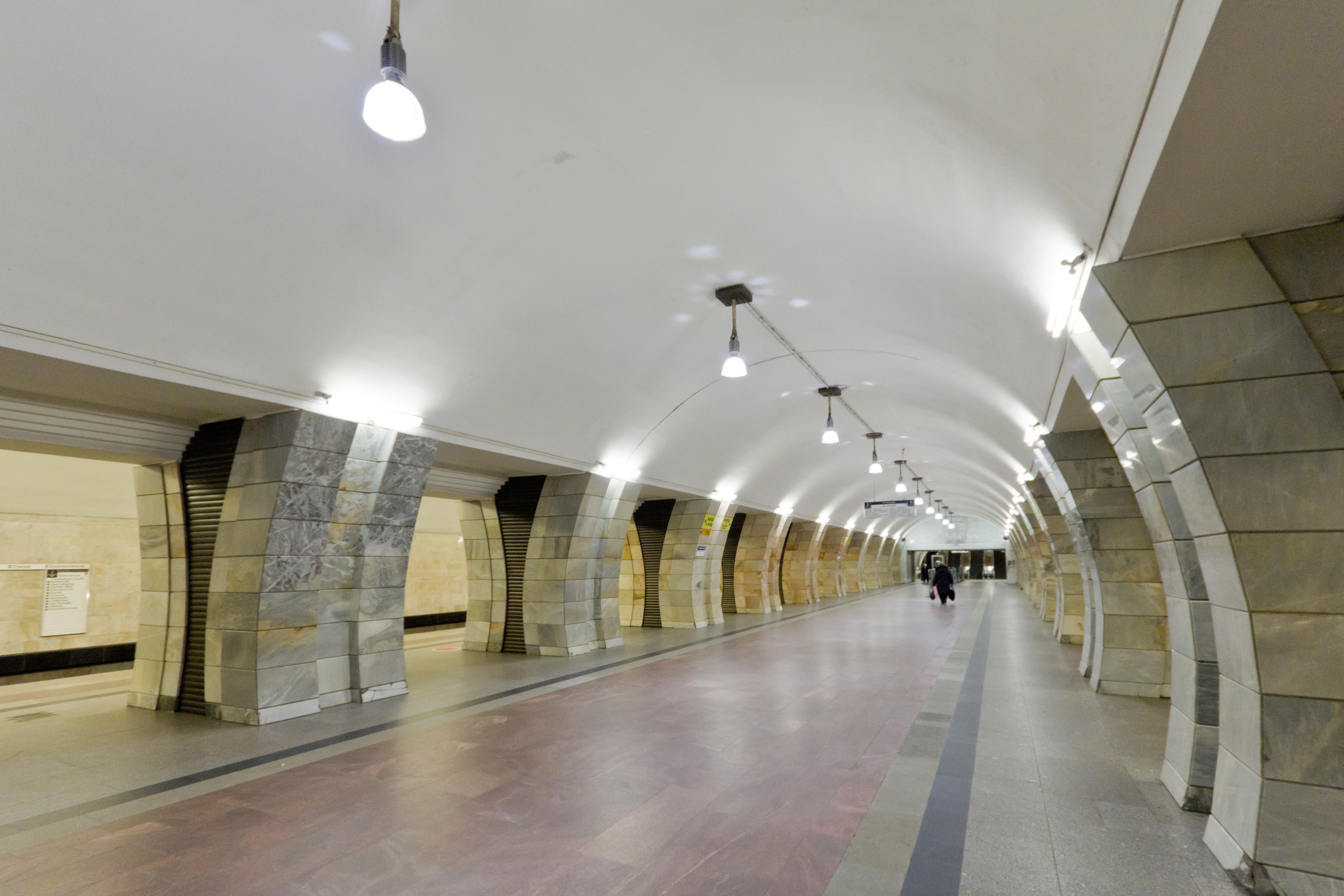
Зал станции, 2012 год
Посадочная платформа
Переход на «Добрынинскую»
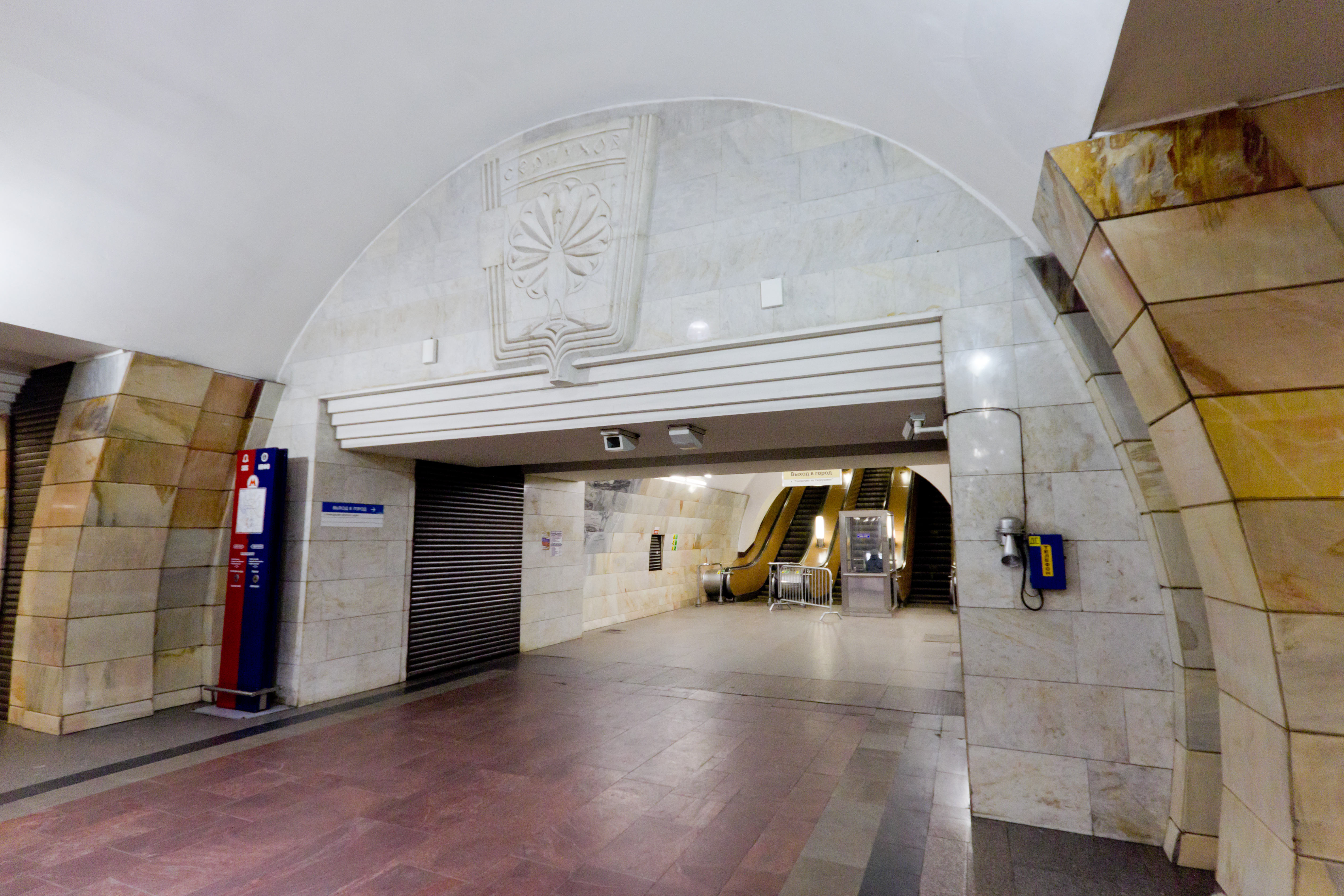
Выход в город
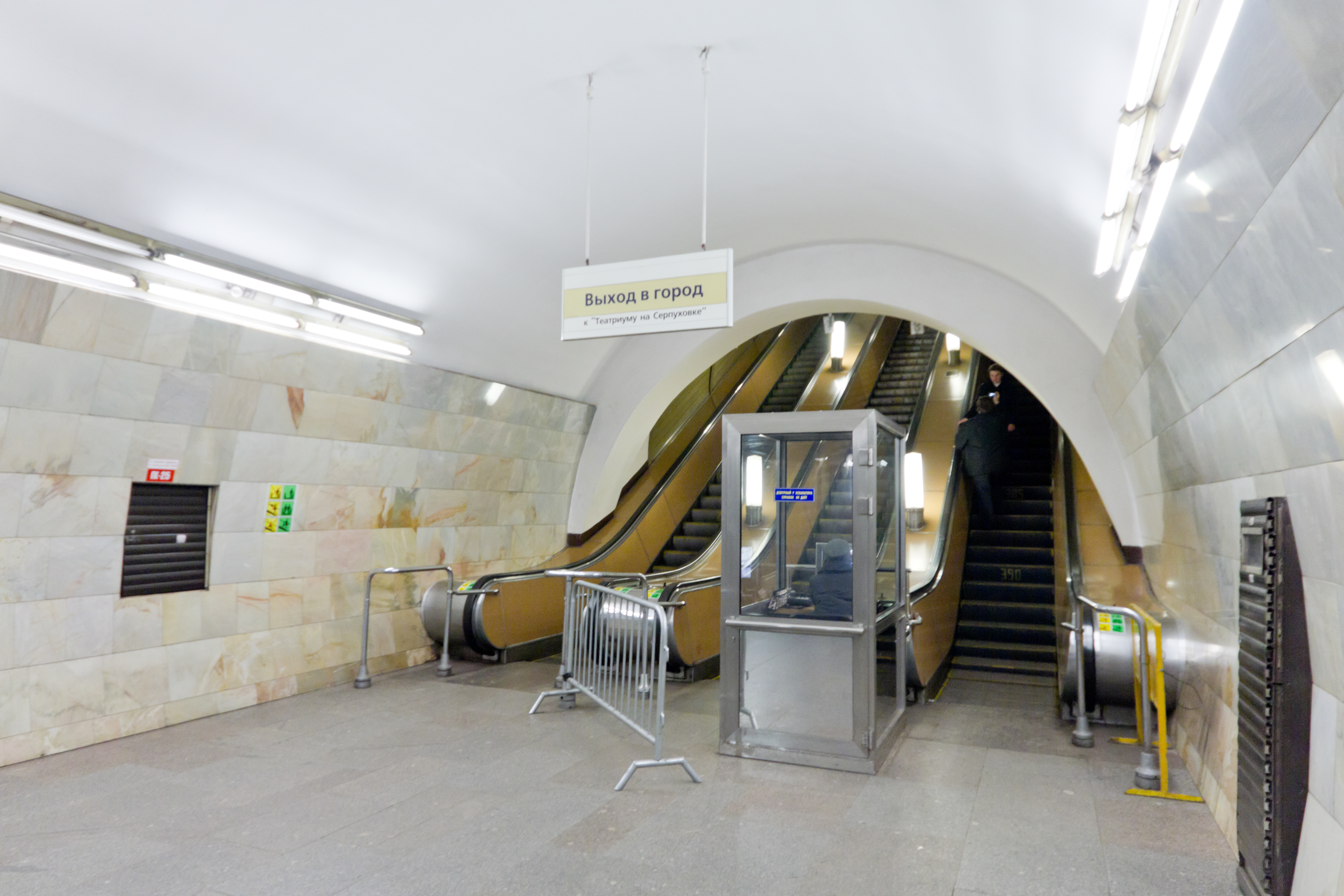
Эскалаторы в наземный вестибюль